# 地奈德
地奈德是一种低效局部皮质类固醇抗炎药，自1970年代开始面市。它主要用于治疗成人和儿童的过敏性皮炎（ 湿疹 ），脂溢性皮炎，接触性皮炎和牛皮癣，并具有相当好的安全性 。

## 医疗用途
地奈德是一种处方局部药物，可治疗各种皮肤病，如皮肤发红，肿胀，骚痒和不适。不管使用哪种媒介，均需在相同的时间每天使用2至3次。在治疗的前两周内，皮肤状况通常会改善。 患者应使用改善病情所需的最短时间的地奈德。 

## 副作用
尚未确定地奈德使用超过四周的安全性。 对皮质类固醇（如氢化可的松或泼尼松）过敏的患者在使用地奈德时应格外小心。 药剂师和开处方的医生应注意，这种药物可能含有会引起过敏反应的其他成分。 
如果治疗区域有感染或开放性伤口，则不应使用地奈德。 
局部皮质类固醇激素的全身吸收会产生不良反应。 在接受治疗的一些患者中观察到了库欣综合症，高血糖症和糖尿病的指征。停止治疗后，可逆性的下丘脑-垂体-肾上腺轴（HPA）抑制作用可能会导致糖皮质激素不足。 ACTH1-24实验室测试可以评估患者的HPA抑制。  停止治疗或用另一种效力较弱的皮质类固醇替代后，HPA功能可逆转。 如果发生糖皮质激素不足，则可能需要补充糖皮质激素。 
若发生以下地奈德的副作用需要立即与主治医师联系： 
- 皮肤起泡，灼热，结皮、干燥或剥落
- 涂抹部位灼伤，发痒，发红，皮疹，肿胀或酸痛
- 皮肤潮红或发红
- 刺激
- 皮肤瘙痒，脱屑，严重发红，酸痛或肿胀
- 皮肤脱皮
- 皮肤上出现深红色，类疣状斑点，特别是在脸上使用时
- 刺痛和灼热
- 皮肤异常温暖

随着身体适应药物，可能会消失的副作用： 
- 身体疼痛或疼痛
- 发冷
- 咳嗽
- 呼吸困难
- 耳部充血
- 发热
- 头痛
- 失声
- 鼻充血
- 流鼻涕
- 打喷嚏
- 咽喉痛
- 异常疲倦或虚弱

### 怀孕
FDA已将地奈德标记为C类妊娠药物。怀孕期间仅在绝对必要时使用地奈德。 

### 哺乳
目前尚不知道局部应用地松奈德是否可以进入母乳中。 口服类似药物已被发现会进入母乳。母乳喂养前应咨询开处方的医生。 

## 作用机理
地奈德是一种合成的非氟化皮质类固醇，和其他外用皮质类固醇一样具有抗炎，止痒和收缩血管的作用。 然而对于皮肤给药途径，这些作用的机理尚不清楚。  通过皮肤吸收后，皮质类固醇的药代动力学途径与静脉注射的皮质类固醇相似。 通常认为皮质类固醇的作用机制为诱导磷脂酶A2抑制蛋白（脂皮质激素）产生。脂皮质激素可控制炎症物质的生物合成，如前列腺素和白三烯，也可抑制炎症物质的常见前体花生四烯酸。 

## 相互作用
引起轻微药物不良相互作用的常见药物包括：胰岛素和二甲双胍。 联合检查但未知会引起药物相互作用的常见药物包括：阿司匹林，Cymbalta（度洛西汀），鱼油，对乙酰氨基酚，维生素B12，维生素C，维生素D3和Zyrtec。 

## 历史
地奈德最早于1970年由Dome Laboratories以商品名Tridesilon引入美国。 从被引入美国以来，其他几个国家也引入了不同品牌名称的地奈德，包括意大利，西班牙，英国和德国。 FDA于2006年9月16日首次批准了Connetics Corporation的VerdesoFoam®。 

### 研究与临床试验
地奈德在2006年进行了两项主要临床试验后被FDA批准。 每个随机双盲对照研究组均包含582名儿童患者（年龄在3个月至18岁之间）。  每天两次向患者局部用药或安慰剂，持续四个星期。在第一项临床试验中，使用地奈德组44％的患者被成功治愈，而安慰剂组则为14％。 在第二项临床试验中，地奈德组有28％的患者被治愈，而安慰剂组则为6％。 
FDA批准地奈德用于以下治疗：接触性皮炎，漆酚引起的皮炎，湿疹，盘状红斑狼疮，脂溢性皮炎，轻度皮疹，瘙痒，牛皮癣，扁平苔藓，特应性皮炎，异位性皮炎，角质病。 

尚无研究评估地奈德的致癌或光致癌作用。 另外，尚未确定是否对生育力有影响。 